# Delmer Daves
Delmer Lawrence Daves (San Francisco, Califòrnia, 24 de juliol de 1904 - Los Angeles, Califòrnia, 17 d'agost de 1977) fou un director de cinema estatunidenc. A pesar que el seu nom sempre va unit a l'epítet d'artesà, els seus western i les seves pel·lícules bèl·liques van assolir gran fama en el seu moment, fregant i fins i tot arribant alguna vegada a la categoria d'obra mestra.

## Trajectòria
Delmer Davis va estudiar dret en la Universitat Stanford, encara que mai exerciria la carrera de lleis. Quan encara era estudiant aconsegueix un petit treball en un rodatge, i ja no abandonaria el món del cinema. A la fi dels anys vint i principi dels trenta treballa com figurant en algunes pel·lícules com per exemple The Duke Steps Out o The Bishop Murder Case, també treballa com a guionista.
Durant la dècada dels trenta i com guionista treballa amb directors importants com ara Leo McCarey, Frank Borzage, Archie Mayo entre d'altres.
El 1943, fa el seu debut en la direcció amb la pel·lícula Destination Tokyo, pel·lícula bèl·lica protagonitzada ni més ni menys que per Cary Grant i John Garfield, i que relata les aventures d'un submarí que actua contra l'armada japonesa durant la Segona Guerra Mundial. La seva següent pel·lícula important seria el 1947, The Red House, protagonitzada per Edward G. Robinson. El mateix any dirigeix Dark Passage amb Humphrey Bogart i Lauren Bacall i un parell d'anys després entre d'altres pel·lícules realitza Task Force amb David Niven i Jane Wyman.
Els quaranta acaben i comencen els cinquanta, Daves ha realitzat fins al moment nou pel·lícules que li han servit per a anar creixent en l'ofici per la qual cosa, amb aquest bagatge comença a donar el millor de si mateix. El 1950 fa la seva primera incursió en el western, amb la pel·lícula Fletxa trencada, que suposarà tota una revolució per als western clàssic per la seva forma de tractar als indis. La pel·lícula protagonitzada per James Stewart, Jeff Chandler i Debra Paget, és la primera en la qual apareix un indi en un rol positiu, en lloc del malvat que fins llavors ocupaven. Jeff Chandler que interpretava al mític cap indi Cochise va tenir l'honor d'ocupar aquest paper.
El 1951, dirigeix un clàssic del cinema d'aventura Bird of paradise novament amb Debra Paget i Jeff Chandler acompanyats en aquesta ocasió pel galant francès Louis Jordan. Li segueix el western Return of the Texan amb Dale Robertson i Joanne Dru. El 1953 realitza una nova versió de la novel·la de Benjamin Blake i Edison Marshall, una pel·lícula titulada Treasure of the Golden Condor, protagonitzada per Cornel Wilde i feia la seva aparició una jove Anne Bancroft, molts anys abans de ser famosa. Aquest mateix any realitza Never Let me Go amb Clark Gable i Gene Tierney. El 1954 dirigeix la continuació de la mítica Túnica sagrada d'Arthur Koestler, que es titula Demetrius amd the gladiators amb Victor Mature i Susan Hayward. Després d'aquesta producció torna al western amb Drum Beat, protagonitzada per Alan Ladd.
Després d'un any sense dirigir torna darrere les càmeres el 1956 amb una de les seves pel·lícules més mítiques, Jubal, que va destacar sobretot per la tensió sexual que es respirava entre les seves protagonistes, atípica fins a aquest moment. La pel·lícula estava interpretada per Ernest Borgnine, Valerie French, Rod Steiger, Charles Bronson, mentre el paper de Jubal va ser desentelat per Glenn Ford que amb aquesta pel·lícula començava una colaboriación amb Davis que es desenvoluparia en altres dos western més. La seva següent pel·lícula va ser altre western protagonitzat per Richard Widmark i Felicia Farr, The last wagon.
El 1957 treballa en la seva segona col·laboració amb Glenn Ford en una altra mítica pel·lícula, El tren de les 3.10, pel·lícula que llunyanament recorda a Sol davant el perill de Fredd Zinermman, i que és tot un prodigi de tensió narrativa. En aquesta ocasió Glenn Ford ocupa el rol de malvat i Van Henflin és l'abnegat defensor de la llei al que tot el món abandona. El 1958 tanca la seva col·laboració amb Glenn Ford, amb la pel·lícula Cowboy, western amb tocs de comèdia en la qual coprotagonitzava al costat de l'esmentat Glenn Ford, un jove Jack Lemmon.
Durant aquest mateix any torna al drama bèl·lic amb Kings go Forth que protagonitzen Tony Curtis, Frank Sinatra i Natalie Wood. The Badlanders, pel·lícula interpretada per Alan Ladd, Ernest Borgine i Katie Jurat, una adaptació al western de la pel·lícula Human jungle de John Huston. El 1959 realitza una de les seves pel·lícules més recordades, The Hanging Tree amb Gary Cooper, Karl Malden, Maria Shell i George C. Scott.
En aquells moments, Troy Donahue és un jove actor al qual la indústria cinematogràfica va provar de convertir en estrella, Delmer Davis va a posar la seva professionalitat al servei d'aquest projecte en les seues quatre següents pel·lícules. En A Summer Place, la millor d'aquestes tres pel·lícula, el pes de la trama requeia en actors importants com Richard Egan, Arthur Kennedy o Dorothy McGuire, tot jugant Troy un paper més secundari. Les tres següents pel·lícules comptarien amb el protagonisme absolut de Troy Donahue: van ser dos drames sota el nom de Parrish i Susan Slade, així com Rome Adventure, tres pel·lícules que tot i els esforços per protegir a l'aspirant a estrella amb bons intèrprets i la solguda realització de Delmer Davis no van assolir llançar a Donahue com a estrella i poden considerar-se per tant com fallits.
En 1963 realitza un emotiu drama familiar titulat Spencer's Mountain protagonitzada per veterans i grans actors com ara Henry Fonda i Maureen O'Hara. En els dos anys següents realitzaria els seus dos últimes pel·lícules Youngblood Hawke i The battle of Villa Fiorita.

## Filmografia seleccionada
- Queen Kelly (1929, guionista)
- The Bishop Murder Case (1930, actor)
- Dames (1934, guionista)
- Flirtation Walk (1934, guionista)
- Page Miss Glory (1935, guionista)
- Shipmates Forever (1935, guionista)
- The Petrified Forest (1936, guionista)
- Love Affair (1939, guionista)
- Ballant neix l'amor (You Were Never Lovelier) (1942, guionista)
- Destination Tokyo (1943, director i guionista)
- The Very Thought of You (1944, director i guionista)
- Hollywood Canteen (1944, director i guionista)
- The Red House (1947, director i guionista)
- Camí fosc (Dark Passage) (1947, director i guionista)
- Task Force (1949, director i guionista)
- Fletxa trencada (Broken Arrow) (1950, director)
- Never Let Me Go (1953, director)
- Demetri i els gladiadors (1954, director)
- Drum Beat (1954, director, guionista i productor)
- The Last Wagon (1956, director i guionista)
- El tren de les 3:10 (3:10 to Yuma) (1957, director)
- An Affair to Remember (1957, guionista)
- Cowboy (1958, director)
- Arizona, presó federal (The Badlanders) (1958, director)
- L'arbre del penjat (The Hanging Tree) (1959, director)
- A Summer Place (1959, director, guionista i productor)
- Parrish (1961, director, guionista i productor)
- Susan Slade (1961)
- Rome Adventure (1962, director, coguionista i productor)
- Febre a la sang (Spencer's Mountain) (1963, director, guionista i productor)
- Una dona espera (Youngblood hawke) (1964, director i guionista)
- La batalla de Villa Fiorita (The Battle of the Villa Fiorita) (1965, director, guionista i productor)